# Josefa Francisco
Josefa Francisco, detta Gigi (1954 – 22 luglio 2015), è stata un'attivista filippina per l'uguaglianza di genere e per i diritti delle donne nel suo paese.
Ha contribuito a numerosi programmi per ridurre le disparità di genere e ha svolto ricerche su molti aspetti dell'uguaglianza e dei diritti delle donne. Ha lavorato a stretto contatto con le Nazioni Unite su vari progetti

## Carriera
Attraverso l'insegnamento e la scrittura, ha fatto conoscere alle giovani generazioni l'esperienza, la visione e la storia dei movimenti sociali. Ha fatto parte dell'ISIS International - organizzazione lavora sui diritti delle donne a livello internazionale - dal 1998 al 2002. Successivamente, è entrata a far parte del Women and Gender Institute (WAGI) come direttrice esecutiva dell'organizzazione. L'organizzazione, da anni, conduce vari corsi online sui diritti delle donne; il suo obiettivo dichiarato è quello di diffondere la voce e la prospettiva delle donne nelle regioni meno sviluppate del mondo. Sotto la guida di Gigi, le Nazioni Unite e DAWN hanno lavorato insieme nella regione Asia-Pacifico, pubblicando i loro lavoro su The Future The Asia Pacific Women Want nel 2015.
Josefa Francisco ha lavorato come capo dipartimentale del Dipartimento delle relazioni internazionali del Miriam College, lavorando per promuovere la leadership delle donne.